# ماتسیفکا
ماتسیفکا (به لاتین: Matseyevka) یک منطقهٔ مسکونی در روسیه است که در داغستان واقع شده‌است.